# سينتل
سينتل (بالإنجليزية: Sintel)‏ هو فيلم تحريك حاسوبي ثلاثي الأبعاد تم إنشاءه باستخدام برنامج الرسوم ثلاثية الأبعاد الحُر بلندر أصدر في
27 سبتمبر سنة 2010 أنتجته مؤسسة بلندر وهو تالث فيلم لها بعد أحلام الفيلة وبيك باك باني .

## روابط خارجية
- سينتل على موقع IMDb (الإنجليزية)
- سينتل على موقع فيلمافينيتي (الإسبانية)
- سينتل على موقع قاعدة بيانات الفيلم (الإنجليزية)
- سينتل على موقع ليتربوكسد (الإنجليزية)
- سينتل على موقع كينوبويسك (الروسية)